# Тауфік Хішрі
Тауфік Хішрі (фр. Taoufik Hichri, нар. 8 січня 1965, Туніс) — туніський футболіст, що грав на позиції захисника.
Виступав, зокрема, за клуб «Есперанс», а також національну збірну Тунісу.

## Клубна кар'єра
У дорослому футболі дебютував 1984 року виступами за команду «Есперанс», у якій провів сім сезонів. 
Згодом з 1991 по 1997 рік грав у складі команд «Віторія» (Гімарайнш) та «Мсакен».
Завершив ігрову кар'єру у команді «Есперанс», у складі якої вже виступав раніше. Повернувся до неї 1997 року, захищав її кольори до припинення виступів на професійному рівні у 1999 році.

## Виступи за збірну
У 1989 році дебютував в офіційних матчах у складі національної збірної Тунісу.
У складі збірної був учасником Кубка африканських націй 1994 року у Тунісі, Кубка африканських націй 1998 року у Буркіна Фасо.
Загалом протягом кар'єри в національній команді, яка тривала 10 років, провів у її формі 53 матчі.